# Athleta rosavittoriae
Athleta rosavittoriae is een slakkensoort uit de familie van de Volutidae. De wetenschappelijke naam van de soort is voor het eerst geldig gepubliceerd in 1981 door Rehder.